# 尼代尔维斯
尼代尔维斯（法語：Niedervisse，法語發音：[nidɛʁvis]；洛林法兰克语：Nidderwis）是法国摩泽尔省的一个市镇，属于福尔巴克-布莱摩泽尔区。

## 地理
尼代尔维斯（49°10'2"N, 6°34'7"E）面积5.77 平方千米，位于法国大東部大區摩泽尔省，该省份为法国东北部内陆省份，是洛林的一部分，西南接默尔特-摩泽尔省，东临下莱茵省，北与卢森堡和德国接壤。
与尼代尔维斯接壤的市镇（或旧市镇、城区）包括：洛林地区比斯滕、库姆、当坦、莫梅尔斯特罗夫、纳尔贝方丹、奥贝尔维斯。

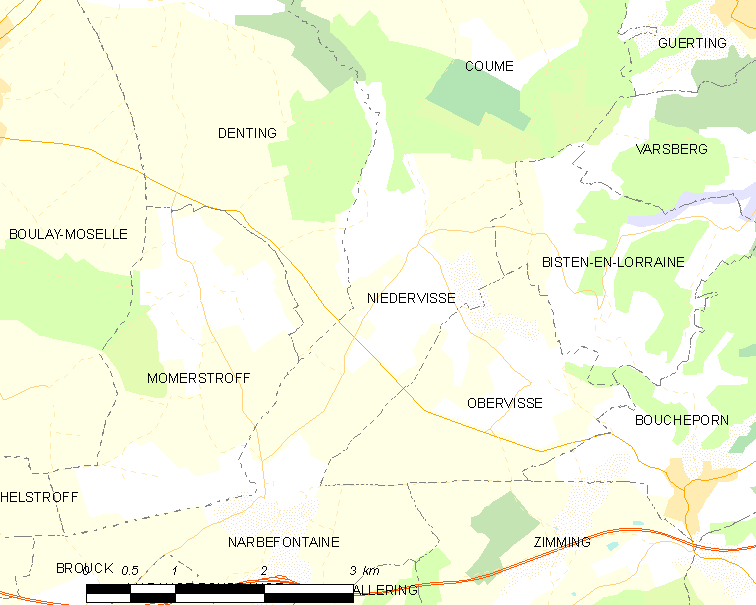
尼代尔维斯的OSM定位图

尼代尔维斯的时区为UTC+01:00、UTC+02:00（夏令时）。

## 行政
尼代尔维斯的邮政编码为57220，INSEE市镇编码为57507。

## 政治
尼代尔维斯所属的省级选区为布莱摩泽尔县。

## 人口

1962-2008年间尼代尔维斯人口变化图示

尼代尔维斯于2022年1月1日时的人口数量为276人。